# Сторсезандетський міст
Сторсезандетський міст (норв. Storseisundet bru) — частина Атлантичної дороги (Atlanterhavsveien), що з'єднує материк і острів Авер з губернією Мьоре-ог-Ромсдал (Норвегія). Міст відхиляється в море на 23 метри і відкритий він був у 1989 році.
Місцеві жителі називають його «п'яний міст» або просто «дорогою в нікуди», але це оптичний обман. Багато туристів приїздять сюди тільки аби подивитися на цю примху дорожнього будівництва і переконатися в тому, що це просто ілюзія. Спочатку передбачалося, що він буде розташований горизонтально. І ніхто точно не знає, чому міст побудований саме у такій формі, але голова паморочиться тільки від одного погляду на такі «віражі». Фокус у тому, що з семи різних кутів відкривається абсолютно різний вид на міст.
Сторсезандетський міст — найдовший з восьми мостів цього регіону, і точно найдивніший (8,3 км).